# María Paz Moreno
María Paz Moreno Paéz (Murcia, 1970) es una poeta, ensayista y crítica literaria española.

## Biografía
Nació en Murcia aunque se crio y estudió en Alicante, donde obtuvo su licenciatura en Filología Hispánica por la Universidad de Alicante. Es doctora en Literatura Española por la Universidad Estatal de Ohio (Estados Unidos) y catedrática de literatura española en la Universidad de Cincinnati, donde es profesora desde 1999. También ha impartido clases en Universidad Vanderbilt y Universidad de Utah.
Su investigación académica se ocupa de la poesía española contemporánea, y en especial de la obra del poeta y ensayista Juan Gil-Albert, por lo que es autora de obras de referencia para estudiosos del escritor.
Asimismo, también se centra en la poesía escrita por mujeres y en la importancia cultural de la literatura gastronómica. Su obra De la página al plato. El libro de cocina en España es un libro considerado como pionero en el área de estudios sobre gastronomía según la crítica.
Como poeta, es autora de nueve libros y ha sido incluida en varias antologías como son Poetisas Españolas (1976-2001) (Editorial Torremozas, 2003) y Mapa. (Antología poética). 30 poetas valencianos en la democracia (Carena Editors, 2009).
En 2019 recibió el premio George Rieveschl Jr. Award, otorgado por la Universidad de Cincinnati, como reconocimiento a su carrera académica y literaria.
Está casada con el botánico Eric J. Tepe, conocido por su trabajo como taxónomo de plantas tropicales y quien ha descubierto una planta a la que le ha dado el nombre de Solanum pacificum en homenaje al nombre de la autora (Paz) y al Océano Pacífico.

## Obras

### Poesía
- La semilla bajo el asfalto (1994), tercer Premio de Poesía Miguel Hernández, editada por la propia autora. ISBN 9788460512332
- Mudanza en su costumbre (1996), tercer Premio de Poesía Lunara Poesía, publicada por Frutos del Tiempo (Elche). ISBN 9788488170187
- Correspondencia atrasada (1999), Premio Villa de Cox 1998, publicada por Editorial Pre-Textos (Valencia). ISBN 9788481912678
- Geografía enemiga (2001), publicada por Ediçoes Tema (Lisboa). Edición bilingüe español/portugués, Traducción de Alberto A. Miranda.
- Geografía enemiga y Los dones perversos (2005), publicada por Libros del innombrable (Zaragoza). ISBN 9788495399632
- Invernadero (2007), publicada por Editorial Renacimiento (Sevilla). ISBN 9788484722915
- El vientre de las iguanas (2012), publicada por Editorial Renacimiento (Sevilla). ISBN 9788484727163. Traducción al inglés de Jennifer Rathbun, publicada por Valparaíso Editions en 2021. ISBN 9781951370169
- From the Other Shore (2018), publicada por Valparaíso Editions (Clayton, Georgia, EE. UU.). Traducción de Yunsuk Chae. ISBN 9780998898285
- Amiga del monstruo (2020), publicada por Editorial Renacimiento (Sevilla). ISBN 9788417950958

### Crítica
- El culturalismo en la poesía de Juan Gil-Albert (2000), publicada por el Instituto de Cultura Juan Gil-Albert (Alicante). ISBN 9788477843801
- Juan Gil-Albert, Poesía Completa (2004), publicada por la Editorial Pre-Textos (Valencia). ISBN 9788481915969
- Concha Zardoya, Antología poética (2008), publicada por el Instituto de Cultura Juan Gil-Albert (Alicante) dentro de Colección Poesía.
- Cartas a Juan Gil-Albert. Epistolario selecto (2016), en colaboración con Claudia Simón Aura, publicada por el Instituto de Cultura Juan Gil-Albert (Alicante).

### Literatura culinaria
- De la página al plato. El libro de cocina en España (2012), publicada por Ediciones Trea (Gijón). ISBN 9788497046299
- Writing About Food: Culinary Literature in the Hispanic World (2012), número monográfico de la revista Cincinnati Romance Review. Edición y prólogo.
- Madrid: A Culinary History (2018), publicada por Rowman & Littlefield Publishers (Lanham, Maryland, EE. UU.). ISBN 9781442266407

## Premios y reconocimientos
- Tercer Premio de Poesía Miguel Hernández (1994, España)[7]
- Tercer Premio de Poesía Lunara Poesía (1996, España)[7]
- Premio Villa de Cox (1998, España)[7]
- Premio George Rieveschl Jr. Award, (2019, EE. UU.)[7]